# Torrejoncillo del Rey (kommunhuvudort)
Torrejoncillo del Rey är en kommunhuvudort i Spanien.   Den ligger i provinsen Provincia de Cuenca och regionen Kastilien-La Mancha, i den centrala delen av landet, 110 km öster om huvudstaden Madrid. Torrejoncillo del Rey ligger 936 meter över havet och antalet invånare är 646.
Terrängen runt Torrejoncillo del Rey är platt västerut, men österut är den kuperad. Runt Torrejoncillo del Rey är det glesbefolkat, med 9 invånare per kvadratkilometer. Närmaste större samhälle är Huete, 18,3 km nordväst om Torrejoncillo del Rey. Trakten runt Torrejoncillo del Rey består till största delen av jordbruksmark.